# Phylloscopus amoenus
A Phylloscopus amoenus a verébalakúak (Passeriformes) rendjébe, ezen belül a füzikefélék (Phylloscopidae) családjába és a Phylloscopus nembe tartozó faj. 11-12 centiméter hosszú. A Salamon-szigetekhez tartozó Kolombangara vulkáni sziget erdős területein él 1200-1740 méteres tengerszint feletti magasságon. Apró ízeltlábúakkal táplálkozik. Az életterületének elvesztése miatt sebezhető faj.

## Fordítás
- Ez a szócikk részben vagy egészben  a   Kolombangara leaf warbler című angol Wikipédia-szócikk fordításán alapul.  Az eredeti cikk szerkesztőit annak laptörténete sorolja fel. Ez a jelzés csupán a megfogalmazás eredetét és a szerzői jogokat jelzi, nem szolgál a cikkben szereplő információk forrásmegjelöléseként.